# Oncideres bondari
Oncideres bondari là một loài bọ cánh cứng trong họ Cerambycidae.